# Aiouea inconspicua
Aiouea inconspicua är en lagerväxtart som beskrevs av H. van der Werff. Aiouea inconspicua ingår i släktet Aiouea och familjen lagerväxter. Inga underarter finns listade i Catalogue of Life.